# سرمایش بازیابی
سرمایش بازیابی، (به انگلیسی: Regenerative cooling) عبارت است از یک روش سردسازی یا انتقال گرما از گاز که در آن با ایجاد انبساط در یک گاز متراکم، آن را سرد می‌کنند و در نتیجه محیط پیرامون خنک‌تر می‌شود سپس گاز سرد منبسط از یک مبدل گرمایی رد می‌شود و در آنجا گاز ورودی را که متراکم است سرد می‌کند.
شرکت زیمنس در ۱۸۵۷ این مفهوم را در چرخه‌ای به نام خودش توضیح داد. در ۱۸۹۵ ویلیام همپسون در انگلستان و کارل فن لینده در آلمان هر یک جداگانه این روش را گسترش دادند. و آن را به نام خود ثبت کردند. در ۱۸۹۸ جیمز دیوئر با کمک این روش توانست نخستین کسی باشد که به صورت استاتیکی هیدروژن را مایع کرده‌است.